# エドワード・ホッジス・ベイリー
エドワード・ホッジス・ベイリー（Edward Hodges Baily RA FRS、1788年3月10日 – 1867年5月22日）はイギリスの彫刻家である。

## 略歴
ブリストルで生まれた。父親は船舶の船首像を得意とする木彫家であったが、ベイリーに商業を学ばせた。ベイリーは学校でクラスメートの肖像を蝋細工で作り、芸術的な嗜好と才能を見せた。14歳で商店で働き始め、2年間働いた後. 、16歳で仕事を止め、彫刻家になる道を選んだ。友人の肖像をもとに、蝋型を作り、ロンドンの彫刻家のジョン・フラクスマンに送ると、フラクスマンは高い評価を与え、ベイリーがロンドンに移り、弟子になることを許した。ベイリーは1807年にロンドンに移り、1809年にロイヤル・アカデミー・オブ・アーツの美術学校に入学した。
1811年にアカデミーの金メダルを受賞し、その後も作品を制作した。1815年からロンドンの宝飾店(Rundell and Bridge)のデザイナーとして雇われ、彫刻家のウィリアム・シード(William Theed the elder: 1764–1817)と働いた。1817年にロイヤル・アカデミーの準会員に選ばれ、1821年に正会員になった。1821年にはハイドパークのマーブル・アーチの南側のレリーフの責任者を務めた。多くの有力者の肖像彫刻を制作し、トラファルガー広場のネルソン記念柱頂上のネルソン提督像も制作した。
1842年に王立協会のフェローに選ばれた。1857年にロイヤル・アカデミーから風景画家に授与するターナー・ゴールド・メダルのデザインをしたのを最後にアカデミーから引退した。
ベイリーの助手を務めた彫刻家には、マスグレーブ・ワトソン(Musgrave Watson: 1804–1847)やジョセフ・ダーハム(Joseph Durham ARA: 1814–1877)がいる。

## 作品

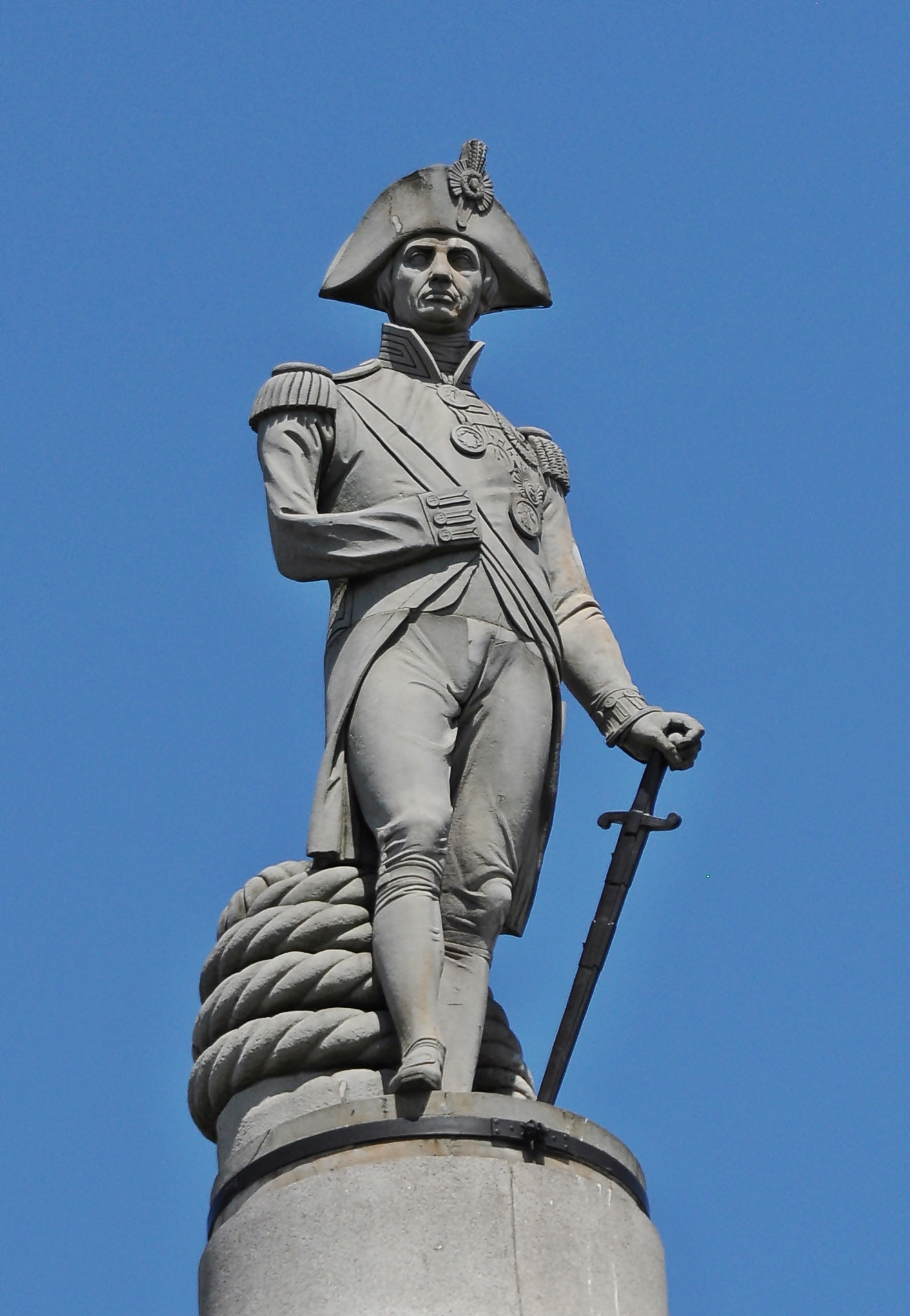
ネルソン記念柱頂上のネルソン提督像
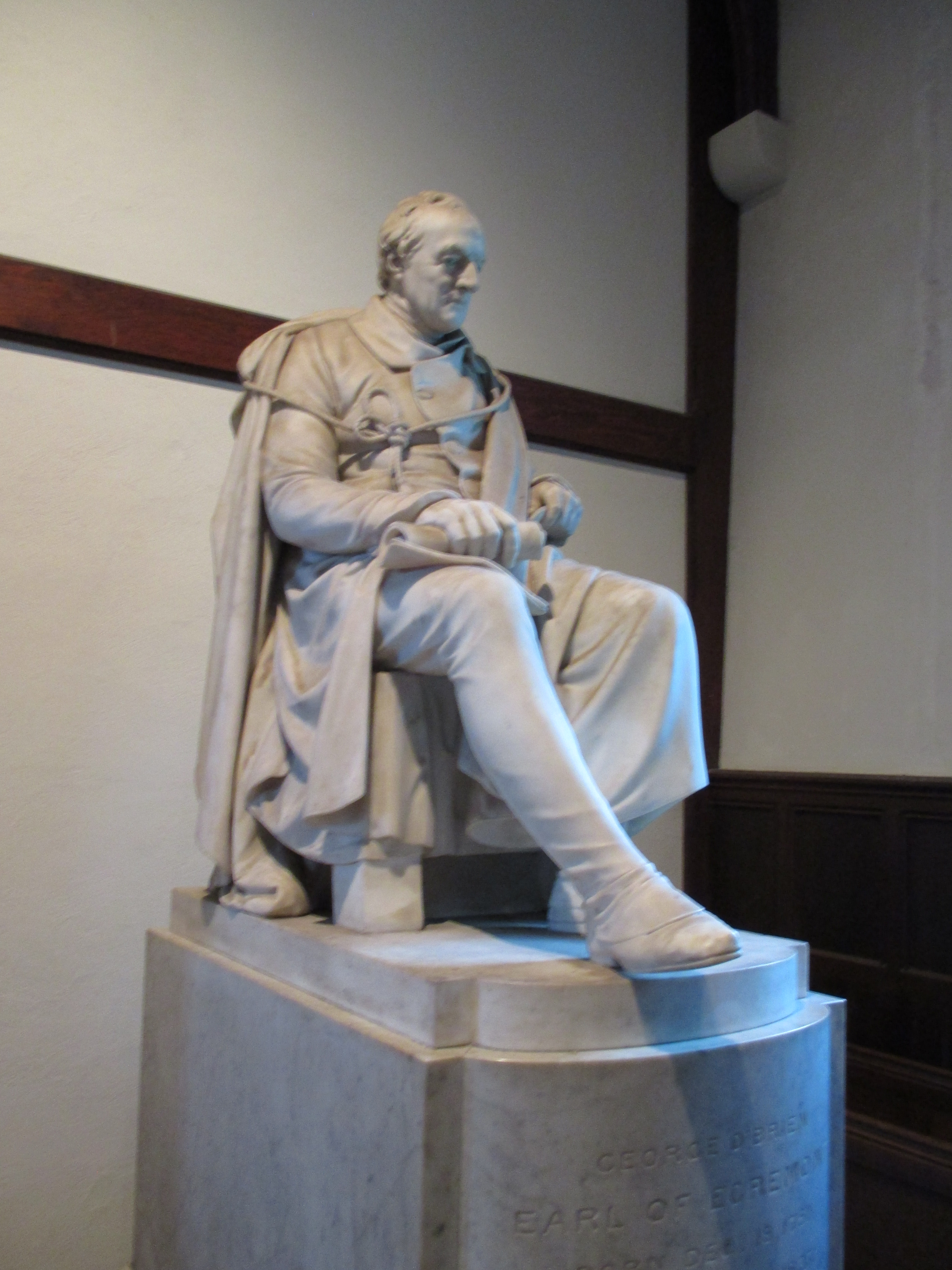
第3代エグレモント伯爵
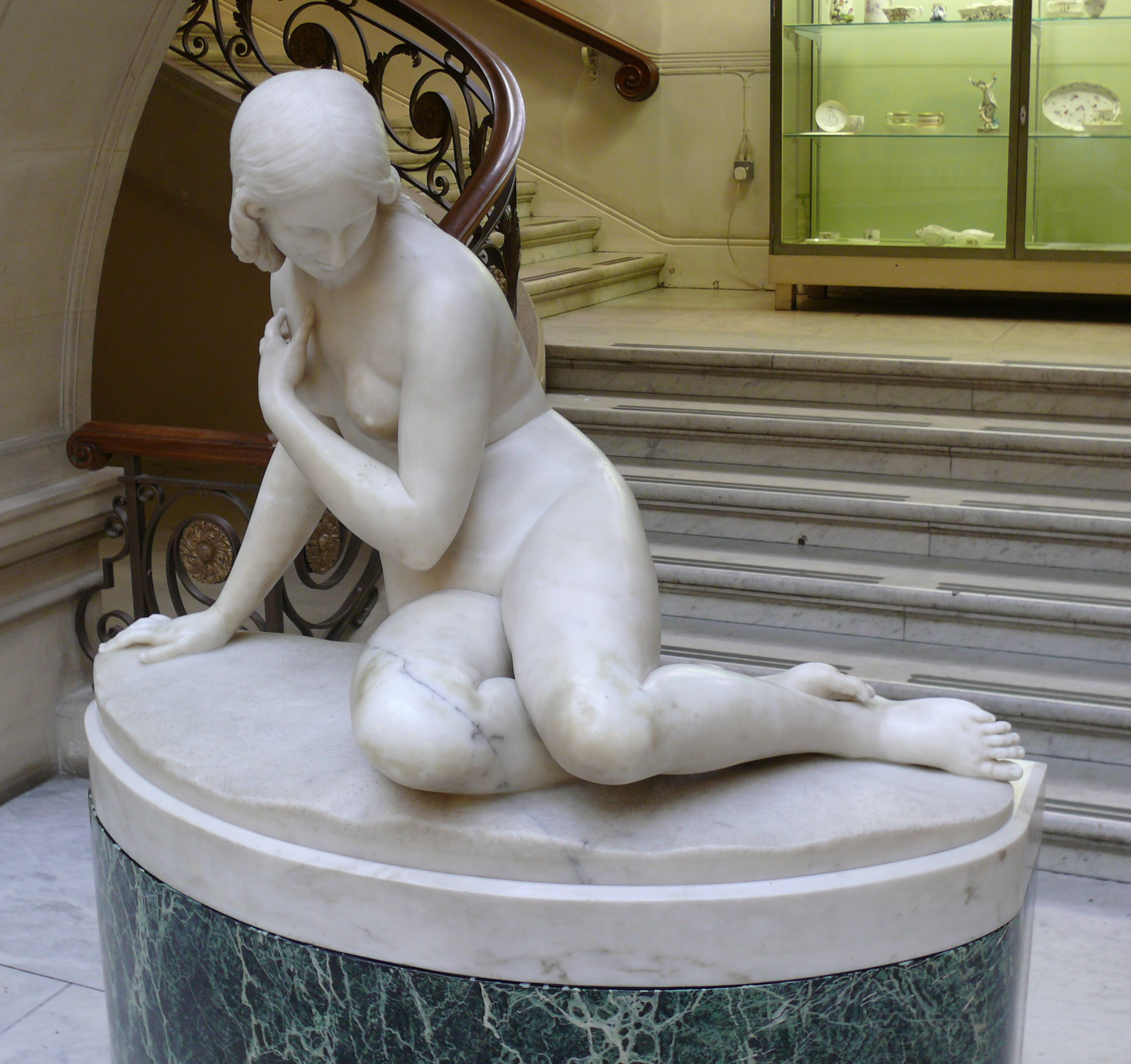
Eve at the Fountain ブリストル市立博物館・美術館蔵
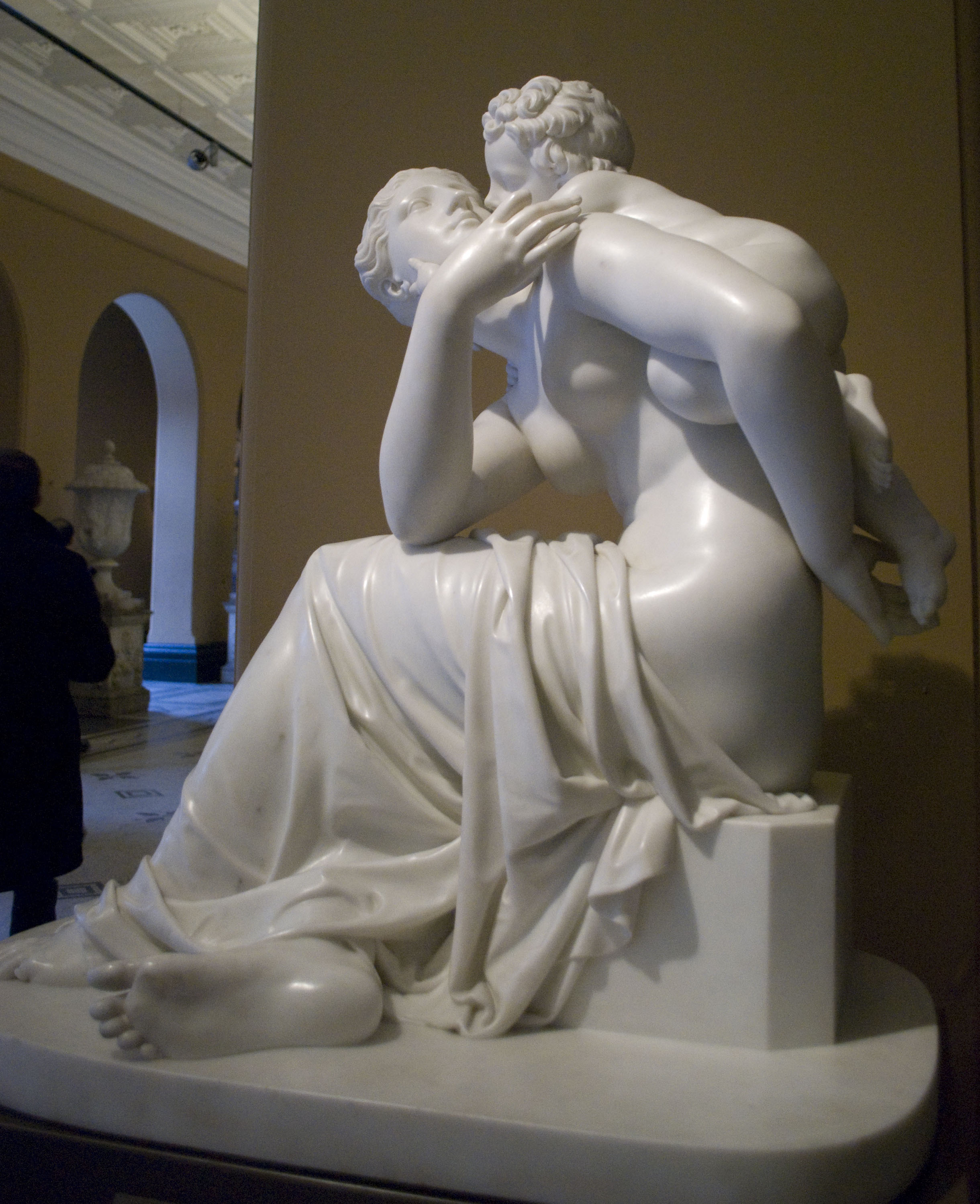
母性愛

## 関連文献
- Jordan, Caroline (June 2006), ""The very spirit of purity and chastity": Eve at the Fountain by Edward Hodges Baily", Sculpture Journal, 15 (1): 19–35, doi:10.3828/sj.15.1.2